# Luxor
Luxor er en by i Egypten med omkring 150.000 indbyggere. Byen bliver ofte kaldt "verdens største frilandsmuseum" pga. ruinerne af tempelkomplekset ved Karnak, Luxortemplet og Kongernes dal. Luxor er en populær turistdestination. Byen ligger på stedet, hvor den antikke by Theben lå.